# Oxilus boulardi
Oxilus boulardi är en skalbaggsart som beskrevs av Reé Michel Quentin och Jean François Villiers 1979. Oxilus boulardi ingår i släktet Oxilus och familjen långhorningar.
Artens utbredningsområde är Kenya. Inga underarter finns listade i Catalogue of Life.